# Niżnia Sucha Polana
Niżnia Sucha Polana (niem. Untere Dürre Blösse, słow. Nižná suchá poľana, węg. Alsó-Száraz-rét) – polana w Dolinie Suchej w słowackich Tatrach Bielskich.
Polana znajduje się około 200 m powyżej wylotu doliny, na orograficznie prawym brzegu Suchego Potoku. Przechodzi przez nią droga leśna odgałęziająca się od Drogi Wolności, ponadto z polany wychodzą dwie ścieżki na obydwa zbocza tej doliny. Jest najniżej położoną z trzech polan Doliny Suchej. Pozostałe polany tej doliny to: Wyżnia Sucha Polana i Lapisdurowa Polanka. Cała Dolina Sucha znajduje się na obszarze Tatrzańskiego Parku Narodowego i to na obszarze ochrony ścisłej.
Autorem nazwy polany jest Władysław Cywiński.